# Classificação por equipas na Volta a França
A classificação por equipas na Volta a França é uma das classificações secundárias do Tour de France e foi instaurada na edição de 1930. A maneira de calcular-se tem ido variando ao longo dos anos. Não há uma camisa distintiva pelo líder desta classificação, sinão que se outorgam uns dorsais sobre o fundo amarelo aos ciclistas que pertencem à equipa líder da classificação.

## Cálculo
Desde 2011 a classificação por equipas é calculada a partir da soma dos tempos dos três melhores ciclistas da equipa a cada etapa, sendo ignoradas as penalizações e as bonificações. No contrarrelógio por equipas a equipa toma o tempo do quinto ciclista da equipa que cruza a linha de meta ou do último ciclista se há menos de cinco ciclistas na equipa. Se uma equipa combina com menos de três ciclistas na prova deixa de participar nesta classificação.

## História
Nas primeiras edições da Volta a França os ciclistas  participavam de maneira individual. Apesar de ter patrocinadores em comum, não lhes permitia trabalhar em equipa, porque o organizador da Volta, Henri Desgrange, queria que a Volta da França fosse uma exibição de força individual. Nestas primeiras edições os ciclistas também podiam participar sem patrocinador, recebendo diferentes nomes:
1909-1914: Isolasse
1919: Categoria B
1920-1922: 2en Classe
1923-1936: Touristes-Routiers
1937: Individuais
Em 1930 Henri Desgrange renunciou à ideia que os ciclistas corressem de maneira individual e optou para admitir a presença de equipas reais. Contrário ainda à presença de equipas comerciais, os ciclistas agruparam-se por nacionalidades. Esta foi a maneira como se disputaram as Voltas entre 1930–1961 e 1967 e 1968. Entre 1962 e 1966 e a partir de 1969, as equipas comerciais passaram a fazer parte da prova.
Com a incorporação da classificação por equipas em 1930, introduziu-se um prémio para a equipa vencedora, então denominado o Desafio internacional. Em 1930 a classificação calculou-se somando os tempos dos três melhores ciclistas à classificação geral.
Em 1961 o cálculo mudou. A classificação por equipas transformou-se numa classificação por pontos, em que a melhor equipa da cada etapa recebia um ponto, sendo a equipa vencedora a que mais pontos recebia. Este sistema também vai ser utilizado em 1962, mas em 1963 volto-se ao cálculo por tempo. Durante a década de 1970 este sistema foi reintroduzido, apesar de que de uma maneira diferente: após a cada etapa, todos os ciclistas recebiam pontos (1 pelo vencedor, 2 pelo segundo...) e estes se somavam, e a equipa com a pontuação mais baixa era o ganhador da classificação por pontos por equipa.
| Ano  | Ganhador    | País          |
| ---- | ----------- | ------------- |
| 1930 |             | França        |
| 1931 |             | Bélgica       |
| 1932 |             | Itália        |
| 1933 |             | França        |
| 1934 |             | França        |
| 1935 |             | Bélgica       |
| 1936 |             | Bélgica       |
| 1937 |             | França        |
| 1938 |             | Bélgica       |
| 1939 |             | Bélgica B     |
| 1947 |             | Itália        |
| 1948 |             | Bélgica A     |
| 1949 |             | Itália A      |
| 1950 |             | Bélgica A     |
| 1951 |             | França        |
| 1952 |             | Itália        |
| 1953 |             | Países Baixos |
| 1954 |             | Suíça         |
| 1955 |             | França        |
| 1956 |             | Bélgica       |
| 1957 |             | França        |
| 1958 |             | Bélgica       |
| 1959 |             | Bélgica       |
| 1960 |             | França        |
| 1961 |             | França        |
| 1962 | St. Raphaël | França        |
| 1963 | St. Raphaël | França        |
| 1964 | Pelforth    | França        |
| 1965 | Kas         | Espanha       |
| 1966 | Kas         | Espanha       |
| 1967 |             | França        |
| 1968 |             | Espanha       |
| 1969 | Faema       | Bélgica       |
| 1970 | Salvarani   | Itália        |
| 1971 | Bic         | França        |
| 1972 | Gan-Mercier | França        |
| 1973 | Bic         | França        |
| 1974 | Kas         | Espanha       |
| 1975 | Gan-Mercier | França        |
| 1976 | Kas         | Espanha       |

| Ano  | Vencedor                | País           |
| ---- | ----------------------- | -------------- |
| 1977 | Ti-Raleigh              | Países Baixos  |
| 1978 | Miko-Mercier            | França         |
| 1979 | Renault                 | França         |
| 1980 | Miko-Mercier            | França         |
| 1981 | Peugeot                 | França         |
| 1982 | Coop-Mercier            | França         |
| 1983 | Ti-Raleigh              | Países Baixos  |
| 1984 | Renault                 | França         |
| 1985 | La Vie Claire           | França         |
| 1986 | La Vie Claire           | França         |
| 1987 | Système U               | França         |
| 1988 | PDM                     | Países Baixos  |
| 1989 | PDM                     | Países Baixos  |
| 1990 | Z                       | França         |
| 1991 | Banesto                 | Espanha        |
| 1992 | Carrera                 | Itália         |
| 1993 | Carrera                 | Itália         |
| 1994 | Festina                 | Andorra        |
| 1995 | ONZE                    | Espanha        |
| 1996 | Festina                 | França         |
| 1997 | Team Telekom            | Alemanha       |
| 1998 | Cofidis                 | França         |
| 1999 | Banesto                 | Espanha        |
| 2000 | Kelme                   | Espanha        |
| 2001 | Kelme                   | Espanha        |
| 2002 | ONZE                    | Espanha        |
| 2003 | Team CSC                | Dinamarca      |
| 2004 | T-Mobile                | Alemanha       |
| 2005 | T-Mobile                | Alemanha       |
| 2006 | T-Mobile                | Alemanha       |
| 2007 | Disconery Channel       | Estados Unidos |
| 2008 | CSC Saxo Bank           | Dinamarca      |
| 2009 | Astana                  | Cazaquistão    |
| 2010 | Team RadioShack         | Estados Unidos |
| 2011 | Garmin-Cervélo          | Estados Unidos |
| 2012 | RadioShack-Nissan       | Luxemburgo     |
| 2013 | Tinkoff-Saxo            | Dinamarca      |
| 2014 | Ag2r-La Mondiale        | França         |
| 2015 | Movistar Team           | Espanha        |
| 2016 | Movistar Team           | Espanha        |
| 2017 | Team Sky                | Reino Unido    |
| 2018 | Movistar Team           | Espanha        |
| 2019 | Movistar Team           | Espanha        |
| 2020 | Movistar Team           | Espanha        |
| 2021 | Team Bahrain Victorious | Bahrein        |

## Classificação por pontos
Entre 1973 e 1988 fez-se também uma classificação por pontos por equipa.
| Ano  | Equipa            |
| ---- | ----------------- |
| 1973 | Gan–Mercier       |
| 1974 | Gan–Mercier       |
| 1976 | Gan–Mercier       |
| 1977 | Peugeot           |
| 1978 | TI-Raleigh        |
| 1979 | Renault           |
| 1980 | TI-Raleigh        |
| 1981 | Peugeot           |
| 1982 | TI-Raleigh        |
| 1983 | TI-Raleigh        |
| 1984 | Panasonic-Raleigh |
| 1985 | La Vie Claire     |
| 1986 | Panasonic         |
| 1987 | Système U         |
| 1988 | PDM               |